# Уайт, Иэн (дирижёр)
И́эн Уайт (англ. Ian Whyte; 13 августа 1901, Данфермлин — 27 марта 1961, Глазго) — шотландский композитор и дирижёр.
Окончив лондонский Королевский музыкальный колледж под руководством Ралфа Воан-Уильямса и Чарльза Вильерса Стэнфорда, Уайт при первой возможности вернулся в Шотландию. В 1931 г. он возглавил музыкальное вещание BBC в Шотландии; на этом посту он, помимо прочего, внёс решающий вклад в создание в 1935 г. Шотландского оркестра BBC, а в 1946 г. принял решение полностью сосредоточиться на дирижёрском поприще и возглавил оркестр в качестве главного дирижёра (занимая этот пост почти до самой смерти).
Композиторское наследие Уайта велико и разнообразно. Оно включает три оперы — «Комала», «Кузница» (англ. The Forge) и «Сказание о пастухах» (англ. The Tale of the Shepherds), три балета, из которых наибольший резонанс вызвал «Donald of the Burthens», поставленный в 1951 г. в театре Ковент-Гарден, благодаря включению волынок в состав симфонического оркестра. Кроме того, Уайту принадлежат фортепьянный, скрипичный и виолончельный концерты, ряд увертюр, прелюдий, маршей, сюит (в том числе представляющих собой симфонические обработки шотландской народной танцевальной музыки), три струнных квартета и другая камерная и вокальная музыка.

1. 1 2  https://www.oxfordmusiconline.com/grovemusic/view/10.1093/gmo/9781561592630.001.0001/omo-9781561592630-e-0000030244